# Kanti
Kanti là một thành phố và là một khu vực quy hoạch (notified area) của quận Muzaffarpur thuộc bang Bihar, Ấn Độ.

## Nhân khẩu
Theo điều tra dân số năm 2001 của Ấn Độ, Kanti có dân số 20.873 người. Phái nam chiếm 53% tổng số dân và phái nữ chiếm 47%. Kanti có tỷ lệ 48% biết đọc biết viết, thấp hơn tỷ lệ trung bình toàn quốc là 59,5%: tỷ lệ cho phái nam là 57%, và tỷ lệ cho phái nữ là 38%. Tại Kanti, 17% dân số nhỏ hơn 6 tuổi.